# Požari u Los Angelesu 2025.
Požari u Los Angelesu počeli su 7. siječnja 2025. u metropolitanskom području Los Angelesa i okolnim područjima u južnoj Kaliforniji, gdje bukti niz šumskih požara, uključujući šumske požare Pacific Palisades, Eaton, Hurst i Sunset.
Od 8. siječnja požari su usmrtili najmanje šestnaest ljudi, uništili više od 12.000 zgrada, oštetili više od 2.000 zgrada i prisilili više od 179.000 ljudi na evakuaciju.
Američki predsjednik Joe Biden opisao ih je kao „najrazornije” požare u povijesti Kalifornije.
Zime 2023. i 2024. bile su vrlo vlažne, uzrokovale su poplave i pospješile rast vegetacije. S druge strane, od 1. srpnja 2024. do 5. siječnja 2025. na Los Angeles je palo samo 4 milimetra kiše, što je dovelo do jake suše i ekstremne opasnosti od požara.
Širenje požara pogoršano je vremenskim uvjetima, s vrućim, suhim pustinjskim zrakom koji puše u regiju zimi, vjetrovima Santa Ane i naletima koji dosežu 160 km/h.
Dana 10. siječnja u cijeloj regiji gorjelo je šest značajnih požara. Ekstremni intenzitet olujnog vjetra zajedno sa suhom vegetacijom zbog dugotrajnih sušnih uvjeta uzrokovao je brzo širenje požara i prouzročio da žar leti i zapali požare daleko.

## Galerija
- Pogled na Hurst požar iz Oakridgea.
- Požar u zapadnom Hollywoodu.
- Nebo puno dima na Sunset Boulevardu u Los Angelesu.
- Dom nakon požara.